# Электронная наличность
Электронная наличность (англ. e-cash, electronic cash) или цифровая наличность (англ. digital cash) — термин, который используется в платёжных системах. Данное название связано с возможностью совершать электронные платежи, аналогично оплате обычными наличными: без обязательного посредничества третьего лица.
Первые криптографические протоколы электронной наличности были предложены в 1983 году Дэвидом Чомом и Стефаном Брэндсом (англ. Stefan Brands).
В 2009 году платёжная система Bitcoin стала первой децентрализованной системой электронной наличности, благодаря успешному решению задачи византийских генералов с неограниченным количеством узлов на практике.

## DigiCash
Система DigiCash была разработана криптографом и доктором наук Калифорнийского университета в Беркли Дэвидом Чомом и использовала разработанный им же криптографический протокол слепой подписи. У компании Чома были соглашения с рядом банков, со счётов которых можно было снимать цифровые доллары системы DigiCash, аналогично наличным долларам.
Позднее также появились другие централизованные системы электронной наличности.

### История
Чом основал компанию DigiCash в 1989 году с торговой маркой «ecash». Он привлёк 10 миллионов долларов от Дэвида Марквардта, и к 1997 году сделал Николаса Негропонте председателем компании. Однако в США только один банк, Mark Twain bank в Сент-Луисе, внедрил eCash, протестировав его как систему микроплатежей. Подобно кредитным картам, система была бесплатной для покупателей, в то время как продавцы платили комиссию за транзакции. После трёхлетнего судебного разбирательства, в котором приняли участие 5000 клиентов, система была распущена в 1998 году, через год после того, как банк был приобретён Mercantile Bank, крупным эмитентом кредитных карт. Дэвид Чом высказал тогда следующее мнение: «по мере роста Интернета средний уровень искушенности пользователей падал. Им было трудно объяснить, насколько важна конфиденциальность».
В Европе, с меньшим количеством кредитных карт и большим количеством наличных операций, технологии микроплатежей были более востребованы. В июне 1998 года eCash стал доступен через Credit Suisse в Швейцарии, был доступен в немецком Deutsche Bank, австрийском Bank Austria, шведском Posten AB и норвежском Den norske Bank, а в Японии исследовательский институт Номура продавал eCash финансовым учреждениям. В Австралии, eCash был реализован St.George Bank и Advance Bank, но транзакции не были бесплатными для покупателей. В Финляндии Merita Bank/EUnet сделал eCash доступным.
DigiCash обанкротилась в 1998 году, несмотря на процветающую электронную торговлю, для которой, однако, выбирали кредитные карты.
В 2000 году компания eCash Technologies подала в суд eCash.com, с обвинением в нарушении прав на товарный знак и недобросовестной конкуренции. eCash.com подал встречный иск о том, что регистрация товарного знака eCash Technologies была получена обманным путем, поскольку она не раскрыла информацию компании eCash.com о регистрации доменного имени «ecash.com» в Управление по патентам и товарным знакам США. Суд отклонил иск eCash.com, заявив, что заявитель на товарный знак должен раскрывать права третьих лиц, только если они чётко установлены. Суд постановил, что простая регистрация доменного имени не предоставляет права на товарный знак, не говоря уже о чётко установленных правах, и ECash Technologies не была обязана раскрывать регистрацию доменного имени «ecash.com» в Управление по патентам и товарным знакам США. Однако eCash Technologies впоследствии обанкротилась, и домен «ecash.com» остался у первоначального владельца.
В 2002 году eCash Technologies была приобретена компанией InfoSpace, которая в настоящее время известна как Blucora. С 2015 года термин eCash используется для обозначения цифровых денежных средств, которые могут храниться на электронной карточке, чувствительной к электронным данным, включая онлайн-порталы или альтернативные платёжные порталы и мобильные приложения. В 2016 году компания Due Inc получила товарный знак «ecash».

## Реализация в Bitcoin
В первой децентрализованной системе электронной наличности Bitcoin, использующей ПО с открытым исходным кодом, понятие «цифровая монета» определено как цепочка цифровых подписей транзакций. Номинал таких монет может иметь любое произвольное значение с точностью до 8-го знака после десятичной запятой. При совершении каждой новой транзакции новые цифровые монеты создаются за счёт предыдущих, которые в свою очередь становятся недействительными. Подтверждение подписанных транзакций происходит за счёт включения их в специальные блоки распределённой базы данных. В каждом блоке суммарный номинал новых монет равен суммарному номиналу старых и стимулирующей награде, которая вместе с комиссиями транзакций достаётся майнеру (энтузиасту обслуживающему сеть) нашедшему блок, отвечающий требованию proof-of-work. В случае совместного майнинга, награда и комиссии транзакций делятся между всеми участниками совместного майнинга. Эмиссия всей денежной массы системы исключительно в качестве награды майнерам позволяет использовать собственную цифровую валюту, которая независима от национальных валют и доверие к которой у сторонников данной технологии появилось за счёт защищённого криптографией ограничения на общее количество биткойнов.

## Кольцевая подпись
В средствах, предоставляющих более высокий уровень анонимности по сравнению с Bitcoin, используется кольцевая подпись. Примером может служить протокол прикладного уровня CryptoNote.